# Liste der Biografien/Gars
Liste der Biografien |
Portal Biografien |
Personensuche
# |
A |
B |
C |
D |
E |
F |
G |
H |
I |
J |
K |
L |
M |
N |
O |
P |
Q |
R |
S |
T |
U |
V |
W |
X |
Y |
Z |
?
 
Ga |
Gb |
Gc |
Gd |
Ge |
Gf |
Gh |
Gi |
Gj |
Gk |
Gl |
Gm |
Gn |
Go |
Gp |
Gq |
Gr |
Gs |
Gu |
Gv |
Gw |
Gy |
Gz
 
Gaa |
Gab |
Gac |
Gad |
Gae |
Gaf |
Gag |
Gah |
Gai |
Gaj |
Gak |
Gal |
Gam |
Gan |
Gao |
Gap |
Gaq |
Gar |
Gas |
Gat |
Gau |
Gav |
Gaw |
Gax |
Gay |
Gaz
 
Gara |
Garb |
Garc |
Gard |
Gare |
Garf |
Garg |
Garh |
Gari |
Gark |
Garl |
Garm |
Garn |
Garo |
Garp |
Garr |
Gars |
Gart |
Garu |
Garv |
Garw |
Gary |
Garz
Die Liste der Biografien führt alle Personen auf, die in der deutschsprachigen Wikipedia einen Artikel haben. Dieses ist eine Teilliste mit 44 Einträgen von Personen, deren Namen mit den Buchstaben „Gars“ beginnt.

## Gars

### Garsc
- Garscha, Karsten (* 1938), deutscher Romanist und Literaturwissenschaftler
- Garscha, Sabine, deutsche Filmeditorin
- Garscha, Winfried (* 1952), österreichischer Historiker
- Garschagen, Oscar (* 1952), niederländischer Journalist und Chefredakteur
- Garschal, Kurt (* 1941), österreichischer Radrennfahrer
- Garschal, Walter (* 1943), österreichischer Radrennfahrer
- Garschall, Michael (* 1967), österreichischer Intendant, Regisseur und Kulturmanager
- Garschi, Hamed (* 1985), deutsch-iranischer Dirigent, Pianist und Interpret
- Garschin, Wsewolod Michailowitsch (1855–1888), russischer Schriftsteller
- Garschina-Engelhardt, Natalja Jewgenjewna (1887–1930), russisch-sowjetische Klassische Archäologin

### Garse
- Garsed, Brett (* 1963), australischer Fusiongitarrist

### Garsi
- Garsia, Alfredo Maria (1928–2004), italienischer Geistlicher, katholischer Bischof
- Garside, Harry (* 1997), australischer Amateurboxer
- Garside, Mark (* 1989), britischer Eishockeyspieler

### Garsk
- Garske, Charlotte (1906–1943), deutsche Widerstandskämpferin
- Garske, Erich (1907–1943), deutscher Widerstandskämpfer
- Garske, Erich (1911–1982), deutscher Fußballtrainer
- Garske, Rolf (1952–1996), deutscher Verleger und Organisator im Bereich des künstlerischen Tanzes
- Garske, Volker (* 1966), deutscher römisch-katholischer Theologe
- Garski, Dietrich (1931–2024), deutscher Architekt und Bauunternehmer
- Garski, Walter (1884–1961), deutscher Grafiker und Zeichenlehrer

### Garsn
- Garšnek, Anatoli (1918–1998), estnischer Komponist
- Garšnek, Igor (* 1958), estnischer Komponist

### Garso
- Garsò-Galster, Adele (1840–1863), deutsche Theaterschauspielerin
- Garsoïan, Nina (1923–2022), armenisch-amerikanische Armenistin
- Garson, Greer (1904–1996), britische Filmschauspielerin
- Garson, Mike (* 1945), US-amerikanischer Pianist und Komponist
- Garson, Stuart (1898–1977), kanadischer Politiker
- Garson, Willie (1964–2021), US-amerikanischer SchauspielerWillie Garson (1964–2021)

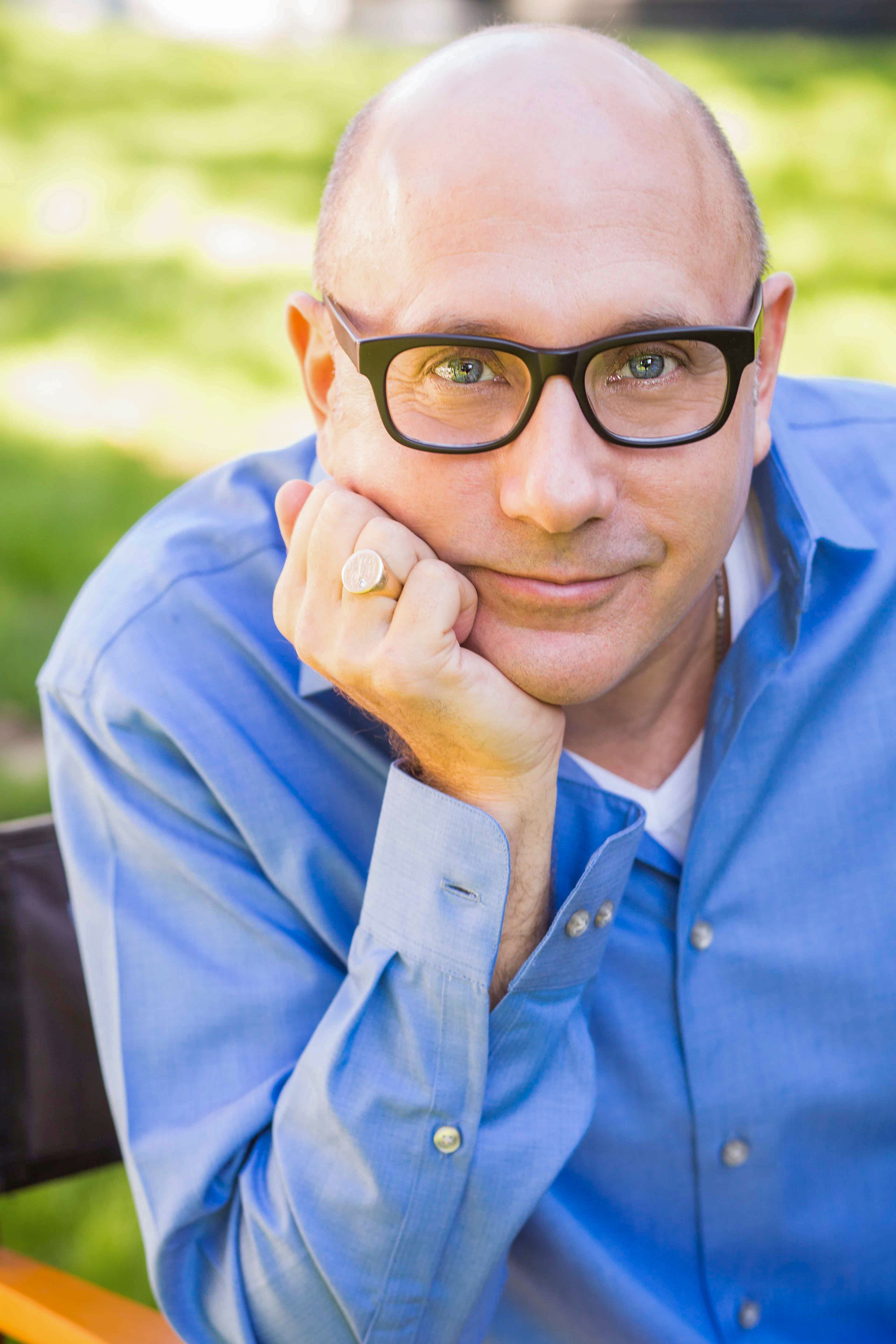
Willie Garson (1964–2021)

### Garss
- Garßen, Adolf von (1885–1946), deutscher Richter, Präsident des Oberlandesgerichts Celle (1932–1945)
- Garßen, Georg von (1852–1923), deutscher Politiker und Bürgermeister der Stadt Goslar
- Garßen, Ludolph (1560–1635), deutscher Jurist und Landsyndikus

### Garst
- Garst, Warren (1850–1924), US-amerikanischer Politiker
- Garstang, John (1876–1956), britischer Archäologe
- Garstang, Timi (* 1987), marshallischer Sprinter
- Garstang, Walter (1868–1949), britischer Zoologe
- Garstecki, Harry (1934–2017), deutscher Fußballspieler
- Garstenauer, Gerhard (1925–2016), österreichischer Architekt
- Garstin, Norman (1847–1926), irischer Maler des Spätimpressionismus
- Garstin, William Edmund (1849–1925), britischer Bauingenieur
- Garstka, Dietrich (1939–2018), deutscher Autor
- Garstka, Hansjürgen (* 1947), deutscher Politikwissenschaftler, Datenschutzbeauftragter des Landes Berlin (1989–2005)
- Garstka, Milan (* 1951), tschechoslowakischer Radrennfahrer

### Garsz
- Garsztecki, Stefan (* 1962), deutscher Politikwissenschaftler